# Comando Naval de Chipre
El Comando Naval de Chipre (en griego: Ναυτική Διοίκηση Κύπρου) (también conocida como la Marina de Chipre o marina chipriota) es el brazo armado marino de la Guardia Nacional de Chipre. Esta fuerza no posee ningún buque insignia, pero está equipada con lanchas rápidas, lanchas de desembarco, sistemas de misiles tierra - tierra y sistemas integrados de radar, así como los SEALs que son unidades submarinas de demolición. La Marina de Chipre tiene la misión primordial de la defensa de las fronteras marítimas de la República de Chipre, actualmente no pueden acceder a las aguas alrededor de la isla, que son controladas por la armada turca desde el conflicto de 1974.

## Flota actual
La Marina de Chipre, contaba al año 2007 con el siguiente equipo:
| País de origen | Tipo                            | Clase       | Nombre                        | Número |
| -------------- | ------------------------------- | ----------- | ----------------------------- | ------ |
| Francia        | Lancha rápida                   | 32L Esterel | Salamis                       | P01    |
| Grecia         | Lancha rápida                   | Dilos       | Kyrenia                       | P02    |
| Italia         | Lancha rápida                   | FPB 30M     | Comandante Elefteriou Tsomaki | P03    |
| Italia         | Lancha rápida                   | FPB 30M     | Comandante Nicola Georgiou    | P04    |
| España         | Lancha patrullera tipo Fairmile | Rodman 55   | Agathos                       |        |
| España         | Lancha patrullera tipo Fairmile | Rodman 55   | Panagos                       |        |
| Chipre         | Lancha de desembarco            | Rotork      |                               |        |
| Chipre         | Lancha de desembarco            | Rotork      |                               |        |
| Chipre         | Lancha de desembarco            | Rotork      |                               |        |